# Pont Jacques-Bizard
Le pont Jacques-Bizard est un pont routier situé à Montréal (arrondissement L'Île-Bizard–Sainte-Geneviève) qui relie l'île Bizard à l'île de Montréal en enjambant la rivière des Prairies. Il dessert ainsi la région administrative de Montréal.
En novembre 2024, un nouveau pont Jacques-Bizard situé quelques mètres à l'est du précédent est ouvert à la circulation.

## Historique

### Premier pont
Le premier pont entre l'île Bizard et l'ancienne municipalité de Sainte-Geneviève fut construit en 1892-1893. Il comportait alors une seule arche. Une deuxième arche, du côté de Sainte-Geneviève, a par la suite été ajoutée.
Le premier pont était situé à l'ouest du pont Jacques-Bizard, dans l'axe de l'actuelle « Rue du Pont ». 45° 29′ 14″ N, 73° 52′ 17″ O

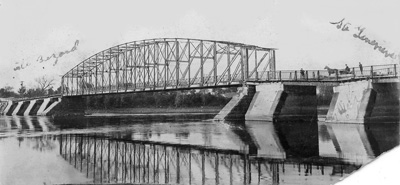
Le premier pont, vers 1916
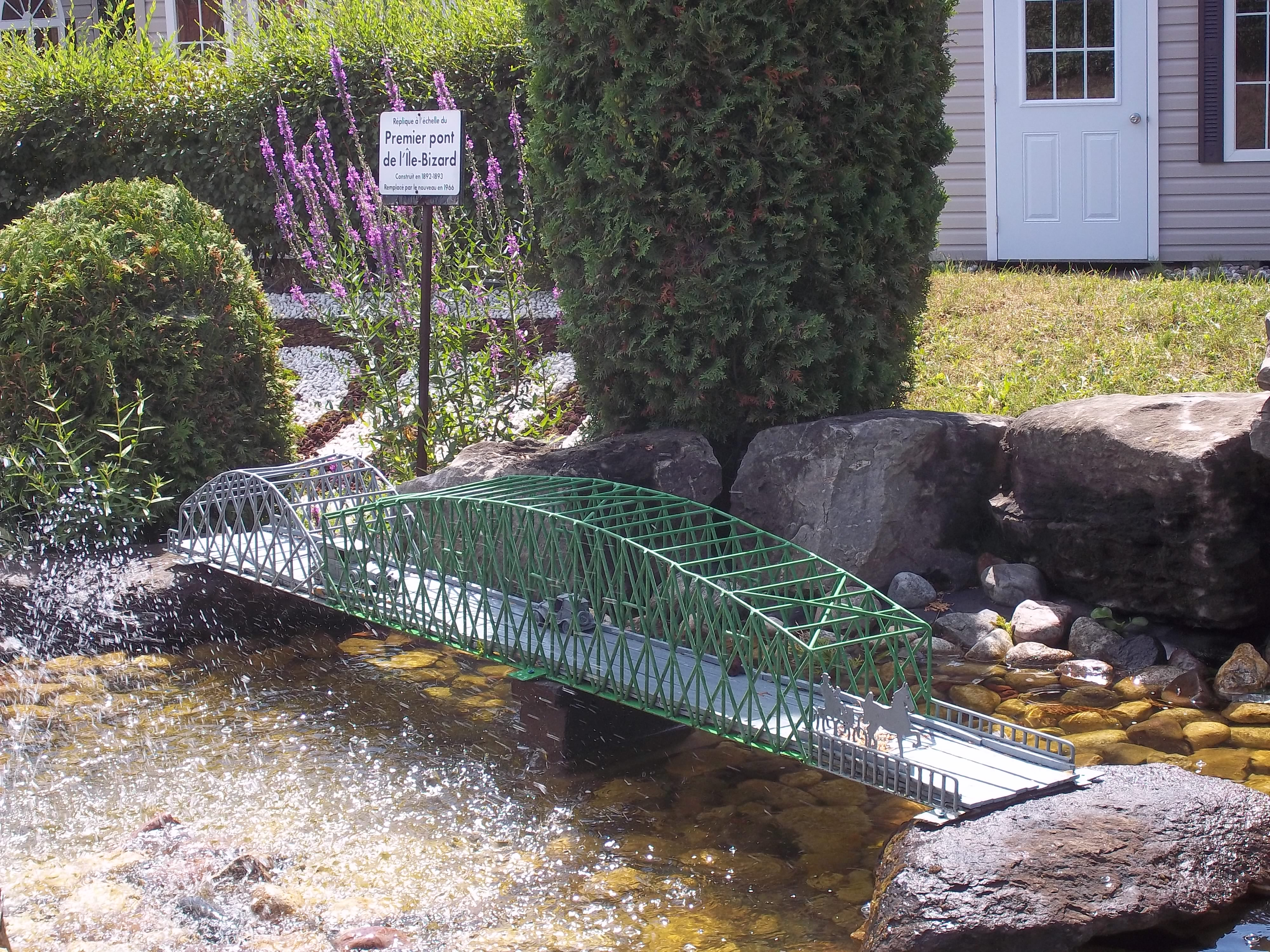
Réplique à l'échelle

### Deuxième pont
L'arrivée de deux clubs de golfs en 1958 et 1959 et l'accroissement de la population projeté par le prolongement de l'autoroute Transcanadienne amènent la nécessité de remplacer le premier pont. Ce dernier sera démoli à la suite de l'ouverture du second pont.
En 1995, le pont est reconfiguré. La chaussée est élargie pour accommoder une deuxième voie en direction de Sainte-Geneviève et le trottoir est reconstruit en porte-à-faux. La voie centrale résultante deviendra réversible en 2002.
En 2008, une piste cyclable est aménagée du côté est du pont.
Le pont est emprunté par le boulevard Jacques-Bizard. Il comporte trois voies de circulation. Une voie de circulation est disponible dans chaque direction en tout temps, alors que la voie centrale est utilisée dans l'une ou l'autre des directions selon le flot de circulation. Un trottoir et une piste cyclable sont également aménagés de chaque côté du pont.

### Troisième pont
En novembre 2024, la Ville de Montréal annonce l'ouverture d'un nouveau pont comprenant les caractéristiques suivantes :
- quatre voies de circulation, soit une de plus que l'ancien pont ;
- une piste cyclable bidirectionnelle, permettant des déplacements sécuritaires ;
- des trottoirs plus larges pour le confort des piétons ;
- un belvédère au milieu du pont ;
- une reconstruction complète des conduites d'aqueduc et d’égout, ainsi que des réseaux électriques et de câblages, sous le pont[3].

## Toponymie
Le pont est nommé à l'honneur de Jacques Bizard (1642-1692), militaire suisse qui fut le premier seigneur de l'île Bonaventure (ancien nom de l'île Bizard).